# Eugène Crèvecoeur
Joseph-Eugène Crèvecoeur (* 12. Januar 1819 in Calais; † 6. Dezember 1891 in Calais) war ein französischer Komponist.

## Leben
Crèvecoeur wurde als Sohn eines Kapitäns geboren. Über seine musikalische Ausbildung in der Kindheit ist nichts bekannt. Er kam 1840 ans Conservatoire de Paris, wo er Schüler von Hippolyte Colet war. 1847 gewann er mit dem dreistimmigen lyrischen Stück L’Ange et Tobie nach einem Gedicht von Léon Halévy den Second Grand Prix de Rome. Während seiner Zeit am Conservatoire gab er dem nur wenig jüngeren Édouard Lalo privaten Kompositionsunterricht.
Über sein weiteres Leben sind nur wenige Details bekannt: 1849 gab er Charles Lecocq, dem später berühmten Operettenkomponist in Vorbereitung auf dessen Studium am Conservatoire Unterricht in Harmonielehre. Einige Zeit arbeitete er am Théâtre de la Porte-Saint-Martin.

## Quelle
- musimem -Prix de Rome 1840-1849

| Personendaten    | Personendaten             |
| ---------------- | ------------------------- |
| NAME             | Crèvecoeur, Eugène        |
| ALTERNATIVNAMEN  | Crèvecoeur, Joseph-Eugène |
| KURZBESCHREIBUNG | französischer Komponist   |
| GEBURTSDATUM     | 12. Januar 1819           |
| GEBURTSORT       | Calais                    |
| STERBEDATUM      | 6. Dezember 1891          |
| STERBEORT        | Calais                    |